# Annie Soisbault
Annie Blanche Marie Soisbault de Montaigu, née le 8 juin 1934 à Paris et morte dans la même ville le 18 septembre 2012, est une joueuse de tennis et une pilote automobile française de rallye, sur circuit automobile (en Formule 3 puis en endurance), et de course de côte (sur Ferrari 250 GTO).

## Biographie
Annie Soisbault est championne de France de tennis à 7 reprises dans les catégories cadettes et juniors, et participe aux Internationaux de France de tennis de 1953 à 1956 (hormis en 1954).
La coupe du Championnat d’Europe d'été de tennis féminin des moins de 18 ans par équipe porte son nom, son père (Robert Soisbault) en ayant été l'instigateur en 1965 lors de sa présidence de la Fédération française de tennis. En 1991 elle devient la Coupe Soisbault/Reina (ex- Princesse Sophia). La phase finale alterne entre la ville de Lérida en Espagne et Granville en France, où auront lieu les cinquante ans.
Elle fait ses débuts en compétition automobile en 1954, et devient la première française désignée comme Championne de France des rallyes, deux années consécutivement en 1957 et 1958. Elle est déclarée Championne d'Europe des rallyes en 1958.
Elle remporte la Coupe des Dames du Tour de France automobile en 1957 (copilote Michèle Cancre, sur Triumph TR3), épreuve dont elle termine seconde au classement général de la catégorie GT en 1963 (copilote  Louisette Texier, sur Jaguar MK2) derrière Bernard Consten, et devant Paddy Hopkirk (gagnant ainsi sa seconde Coupe des Dames, en catégorie tourisme, Rosemary Smith étant alors lauréate en catégorie GT), épreuve dont elle est également un temps le leader en 1961 (copilote Michèle Cancre, sur Facel Vega Facellia). En 1957, elle se classe aussi 4e du Tour de Corse (avec Germaine Rouault sur Triumph TR3). En 1959, elle est déclarée vainqueur du Rallye Paris - Saint-Raphaël féminin, toujours sur sa Triumph TR3, et remporte la Coupe des dames du rallye Alger-Bangui (ancien Rallye Alger-Le Cap) avec Michèle Cancre sur ID19. L'année 1964 la voit remporter en endurance les 6 Heures de Dakar, sur Porsche 904.
Sa devise est Au danger, mon plaisir !
Après sa carrière sportive, elle devient importateur à Paris de la marque de sport de luxe britannique Aston Martin au garage Mirabeau (véhicules notamment pilotés par James Bond dans les années 1960), puis elle travaille dans l'immobilier de luxe.
Elle épouse le Marquis Philippe de Montaigu.

## Parcours en Grand Chelem (partiel)
Si l’expression « Grand Chelem » désigne classiquement les quatre tournois les plus importants de l’histoire du tennis, elle n'est utilisée pour la première fois qu'en 1933, et n'acquiert la plénitude de son sens que peu à peu à partir des années 1950.

### En simple dames
| Année | Championnat d'Australie | Championnat d'Australie | Internationaux de France | Internationaux de France | Wimbledon | Wimbledon | US National | US National |
| 1953  | -                       | -                       | 1er tour (1/32)          | Dorothy Head             | -         | -         | -           | -           |

À droite du résultat, l’ultime adversaire.

### En double dames
| Année | Championnat d'Australie | Championnat d'Australie | Internationaux de France         | Internationaux de France  | Wimbledon              | Wimbledon             | US National | US National |
| 1952  | -                       | -                       | 1er tour (1/16) Erika Obst       | Mme Hure Annie Haillet    | -                      | -                     | -           | -           |
| 1953  | -                       | -                       | 1er tour (1/16) Gloria Butler    | J. Kermina V. Rigollet    | -                      | -                     | -           | -           |
| 1954  | -                       | -                       | -                                | -                         | 2e tour (1/16) S. Kamo | Judy Burke H. Redwood | -           | -           |
| 1955  | -                       | -                       | 1er tour (1/16) F. de la Courtie | I. Vogler Erika Obst      | -                      | -                     | -           | -           |
| 1956  | -                       | -                       | 1er tour (1/16) F. Lemal         | Darlene Hard Dorothy Head | -                      | -                     | -           | -           |

Sous le résultat, la partenaire ; à droite, l’ultime équipe adverse.

### En double mixte
| Année | Championnat d'Australie | Championnat d'Australie | Internationaux de France      | Internationaux de France   | Wimbledon | Wimbledon | US National | US National |
| 1952  | -                       | -                       | 1er tour (1/32) Torben Ulrich | J. Wipplinger Derek Capell | -         | -         | -           | -           |
| 1953  | -                       | -                       | 2e tour (1/16) Jacques Peten  | Dorothy Head Rex Hartwig   | -         | -         | -           | -           |
| 1956  | -                       | -                       | 1er tour (1/32) J. Bergerat   | B. Scofield Don Candy      | -         | -         | -           | -           |

Sous le résultat, le partenaire ; à droite, l’ultime équipe adverse.